# マイ・ホーム・タウン
「マイ・ホーム・タウン」（My Home Town）は、カナダの歌手、ポール・アンカが1960年に発表した楽曲。日本ではザ・ピーナッツとダニー飯田とパラダイス・キングがカヴァーしていた。パラダイスキング版の題名はは「恋のホームタウン」。

## 概要
作詞作曲はポール・アンカ。この楽曲は発表直後より人気があり、アメリカ合衆国チャートは最大で8位を記録した。
直後にザ・ピーナッツ（「パパはママにイカレてる」のB面、1960年9月発売）とダニー飯田とパラダイス・キング（「悲しき六十才」のB面、1960年8月発売）の競作によって日本語版もリリースされた。ザ・ピーナッツ版とパラダイス・キング版とでは、歌詞が大幅に異なっている。例を挙げると冒頭部分の歌詞は、前者では「懐かしい故郷（ふるさと）の…」で始まるのに対し、後者では「恋の故郷（こきょう）の街に…」で始まっている。
パラダイス・キング版は坂本九のCDアルバムやCD-BOXに収録されていることが多いが、坂本はメインボーカルは担当しておらず、イントロなどのヨーデルを担当している。
ピーナッツ版の訳詞は音羽たかし、パラダイスキング版の訳詞はみナみカズみが行った。